# 長崎桂介
長崎 桂介（ながさき けいすけ、生年不明 - 1981年（昭和56年））は、日本の建築技師。
1926年（大正15年）完成の那須御用邸本邸の製図を担当した。また1933年（昭和8年）完成の朝香宮邸の現場を担当。
その後1947年（昭和22年）から宮内府主殿寮工務課で建築係長をつとめる。